# ACG 시니어 칼리지
ACG 시니어 칼리지(ACG Senior College)는 뉴질랜드 오클랜드 도시 중심부에 위치한 사립 남녀 고등학교이며 뉴질랜드 Academic Colleges Group에 속해있다.

## 학교 생활
ACG 시니어 칼리지는 11~13 학년을 위한 고등학교다. 수업은 아침 8시 반에 시작하여 오후 4시 35분에 마치며 각 수업은 80분이고, 수업이 없는 시간에는 원하는 활동을 할 수 있다. 학교 교복은 없지만 학생들이 따라야 하는 드레스코드가 있다. 학교 종이 없으므로 학생들은 스스로 시간에 맞추어 교실에 들어가야 하고, 이유 없이 늦을 경우 수업에서 제외된다.
스포츠 팀, 문화 활동, 해외 여행 등의 다양한 과외활동을 제공한다.

## 위치 및 시설
오클랜드 시내 (Auckland CBD)에 위치하여 교통이 편리하다. 오클랜드 교통의 중심지인 Britomart역에서 걸어갈수 있는 거리이며, 학생들은 시내의 Aotea 광장, 오클랜드 시립 도서관, Albert 공원 등의 시설을 이용할 수 있다. 그 외 오클랜드 대학교, AUT (Auckland University of Technology), 오클랜드 아트 갤러리 등의 시설도 가까이 위치해 있다.

## 교육 과정
과거엔 뉴질랜드 NCEA(학업 성취도 국가 자격증)를 위한 교과과정을 제공했으나 현재는 영국 캠브릿지 국제학력인정시험 (CIE) 교과과정을 제공하고, 그동안 34명의 세계/뉴질랜드 1위를 배출하였다. 학생들은 IGCSE, AS 및 A2 등 다양한 레벨의 과목을 들을 수 있으며, 13학년들은 오클랜드 대학교에서 수업을 들을 수도 있다.
CIE 교과과정의 대부분 과목을 제공하여 3~6가지 과목을 선택할 수 있고, IGCSE 수학과 AS 또는 NCEA Level 2 영어는 필수 과목이다.

## 역사
1995에 Senior College of New Zealand라는 이름으로 개교하였다. 첫 교장은 Dawn Jones였고, 현재 교장인 Kathleen Parker는 2004년에 임명되었다.

## 같이 보기
- 오클랜드 (뉴질랜드)
- 오클랜드 대학교